# ستان هايندان
ستان هايندان (بالإنجليزية: Stan Hindman)‏ هو مهندس معماري أمريكي، ولد في 1 مارس 1944 في بلدية هلتون في الولايات المتحدة.

## وصلات خارجية
- ستان هايندان على موقع مرجع كرة القدم المحترفة.كوم (الإنجليزية)
- ستان هايندان على موقع قاعة ميسيسيبي للمشاهير الرياضية (الإنجليزية)